# 第91回全国高等学校野球選手権大会決勝
第91回全国高等学校野球選手権大会決勝（だい91かいぜんこくこうとうがっこうやきゅうせんしゅけんたいかいけっしょう）は、2009年（平成21年）8月24日に阪神甲子園球場で行われた新潟代表の日本文理高等学校と愛知代表の中京大学附属中京高等学校
との試合である。

## 背景
第91回全国高等学校野球選手権大会は、例年通り地方大会を勝ち抜いた49代表校が参加。2009年8月8日に開幕し、2日間の雨天順延を挟んで8月24日に決勝戦を迎えた。
決勝戦は、新潟県勢として初のベスト4・決勝進出を果たし、春夏通じて初めての優勝を狙う日本文理高等学校と、大会史上最多となる7回目の優勝を狙う中京大学附属中京高等学校（中京大中京）との対戦となった。大会を主催した朝日新聞の試合前の記事によれば、「ともに強力打線だが、長打力で中京大中京に分がある」と評されていた。

### 両校の決勝戦までの戦績
組み合わせの関係により、日本文理は2回戦からの登場であった。
|          | 日本文理                  | 中京大中京             |
| -------- | ------------------------- | ---------------------- |
| 1回戦    |                           | 5-1 龍谷大平安（京都） |
| 2回戦    | 4-3 寒川（香川）          | 5x-4 関西学院（兵庫）  |
| 3回戦    | 12-5 日本航空石川（石川） | 15-5 長野日大（長野）  |
| 準々決勝 | 11-3 立正大淞南（島根）   | 6-2 都城商（宮崎）     |
| 準決勝   | 2-1 県岐阜商（岐阜）      | 11-1 花巻東（岩手）    |

## 試合経過
2009年8月24日13時1分、先攻・日本文理、後攻・中京大中京で試合開始。両校ともエース（日本文理：伊藤直輝、中京大中京：堂林翔太）が先発した。
8回終了時点で中京大中京が10-4と大きくリードしていたが、日本文理が9回表2アウト走者無しから猛反撃。しかし逆転には至らず、10-9で中京大中京が勝利し、大会史上最多の7度目の優勝を果たした。
試合経過の出典：

### 1回表 - 8回裏
1. 1回表、日本文理は1アウトから2番・高橋隼之介が安打を放つも、続く武石光司の併殺打で攻撃終了。その裏、中京大中京は2アウト2塁から4番・堂林がライトスタンドへ本塁打を放ち2点先制。さらに四球と安打でチャンスを作るも、ここは日本文理・伊藤が後続を断ち追加点を許さなかった。
2. 2回表、日本文理は4番・吉田雅俊、5番・高橋義人が連続二塁打を放ち1点を返す。その裏、中京大中京は走者を出すものの無得点に終わった。
3. 3回表、2番・高橋隼がレフトスタンドへソロ本塁打を放ち、日本文理が同点に追いつく。その裏、中京大中京は1アウトから失策と四球、安打を絡め満塁とし、勝ち越しのチャンスを作るもあと一本が出ず無得点で攻撃終了。
4. 4回は両校ともに走者を出すも無得点に終わる。
5. 5回表、日本文理はこの試合初めて三者凡退で攻撃終了。その裏、中京大中京は、3番・河合完治が内野安打で出塁すると、4番・堂林がレフトのフェンスを直撃する二塁打を放ち無死2、3塁のチャンスを迎える。しかし、後続が2者連続三振を喫するなどして勝ち越しはならなかった。
  - 日本文理・伊藤はのちに堂林の二塁打について「実際、これ（スタンドに）入っていてもおかしくなかった」と語っている[4]。
6. 6回表、日本文理は先頭の高橋隼が安打を放ち、続く3番・武石が死球を受け無死1、2塁のチャンスを迎える。ここで、中京大中京は堂林から森本隼平に継投（堂林は右翼の守備に就く）。4番・吉田は初球で送りバントを試みるもファウルとなり、バスターに切り替えセカンドゴロ。走者が進み1アウト2、3塁となるも、後続が続かずチャンスを逃す。その裏、中京大中京は2アウト満塁の場面で4番・堂林がレフト前へ適時打を放ち2点を勝ち越すと、6番・伊藤隆比古の内野安打で1点、7番・柴田悠介の二塁打で3点を追加。この回打者11人の攻撃で一挙6点を奪った。
7. 7回表、日本文理は9番・中村大地の適時打で1点を返す。なおも無死1、2塁のチャンスだったが1番・切手の打球はセカンドへの併殺打となりチャンスが潰えてしまう。その裏、中京大中京は3番・河合の適時二塁打、5番・磯村嘉孝の適時打で2点を追加し、リードを7点とする（10-3）。
8. 8回表、日本文理は2死から安打と失策で1、3塁のチャンスを迎えると、暴投により1点を返し6点差（10-4）。その裏、中京大中京は先頭の柴田が安打で出塁したものの追加点を奪えなかった。

### 9回表
中京大中京はこの回、右翼手に回っていた堂林が志願し再び登板した（森本は一塁の守備へ）。
日本文理はこの回先頭の8番・若林尚希が三振、9番・中村大地も遊撃ゴロに打ち取られ、簡単に2アウトとなると、1番・切手孝太も2ストライクと追い込まれ、「あと一球」で中京大中京の優勝が決定する状況となった。
しかし、2ストライクと追い込まれていた切手は、その後粘って四球を選び出塁。さらに盗塁で2塁へ進むと、2番・高橋隼が8球粘り、フルカウントからの9球目を左中間へ運んで適時二塁打（10-5）。3番武石も7球目を右翼線へ運び、これが適時三塁打となって4点差（10-6）に迫った。日本文理の追い上げムードの中、4番・吉田は三塁方向にファウルフライを打ち上げてしまい、試合終了かと思われたが、三塁手・河合が打球に追いつきながらもボールを見失ってしまい、打球はファウルグラウンドに落ちて試合は続行。日本文理は九死に一生を得た。投手の堂林は吉田に死球を与えてしまい、ここで中京大中京ベンチは堂林を諦め再び右翼の守備へ戻し、森本を再登板させた。
しかし、森本も日本文理の追い上げを止めることができず、5番の高橋義にフルカウントから四球を与えて満塁とすると、この日10失点を喫してしまった投手・伊藤が打席に立つ。球場全体から「イトウコール」が沸き起こる中、伊藤は3球目を三遊間に運び、2者が生還し2点差（10-8）。さらに走者1、2塁の場面で、代打の石塚が初球を左翼前にはじき返し、二塁走者が生還しついに1点差となった（10-9）。
なおも走者1、3塁の場面で、この回の先頭打者である若林が打席に立った。若林は2球目を打ち、その打球は痛烈なものとなったが、三塁手・河合の正面を突き、サードライナーとなってようやく試合終了を迎えた。

## スコア
|            | 1 | 2 | 3 | 4 | 5 | 6 | 7 | 8 | 9 | R  | H  | E |
| ---------- | - | - | - | - | - | - | - | - | - | -- | -- | - |
| 日本文理   | 0 | 1 | 1 | 0 | 0 | 0 | 1 | 1 | 5 | 9  | 14 | 1 |
| 中京大中京 | 2 | 0 | 0 | 0 | 0 | 6 | 2 | 0 | X | 10 | 17 | 1 |

1. （日）：伊藤 - 若林
2. （中）：堂林、森本、堂林、森本 - 磯村
3. 審判
［球審］日野
［塁審］長谷川、田中、野口
4. 試合時間：2時間30分

## 出場選手
| 日本文理 | 日本文理 | 日本文理          |
| 打順     | 守備     | 選手              |
| -------- | -------- | ----------------- |
| 1        | [二]     | 切手孝太（3年）   |
| 2        | [遊]     | 高橋隼之介（2年） |
| 3        | [一]     | 武石光司（3年）   |
| 4        | [右]     | 吉田雅俊（3年）   |
| 5        | [左]     | 高橋義人（3年）   |
| 6        | [投]     | 伊藤直輝（3年）   |
| 7        | [中]     | 湯本翔太（1年）   |
|          | 走       | 村山良太（3年）   |
|          | 中       | 朝妻翔（3年）     |
|          | 打       | 田辺和貴（3年）   |
|          | 中       | 矢口正史（2年）   |
|          | 打       | 石塚雅俊（3年）   |
|          | 走       | 平野汰一（2年）   |
| 8        | [捕]     | 若林尚希（3年）   |
| 9        | [三]     | 中村大地（3年）   |

| 中京大中京 | 中京大中京 | 中京大中京        |
| 打順       | 守備       | 選手              |
| ---------- | ---------- | ----------------- |
| 1          | [遊]       | 山中渉伍（3年）   |
| 2          | [二]       | 国友賢司（3年）   |
| 3          | [三]       | 河合完治（3年）   |
| 4          | [投]右投右 | 堂林翔太（3年）   |
| 5          | [捕]       | 磯村嘉孝（2年）   |
| 6          | [左]       | 伊藤隆比古（3年） |
|            | 左         | 盛政仁至（3年）   |
| 7          | [一]右一   | 柴田悠介（3年）   |
| 8          | [右]中     | 金山篤未（3年）   |
| 9          | [中]       | 岩月宥磨（2年）   |
|            | 投一投     | 森本隼平（2年）   |

控え選手
- 日本文理：奥浜真隆（2年）、髙橋洸（1年）、笹川貴嗣（2年）
- 中京大中京：山田貴大（3年）、久保田剛史（3年）、宗雲克政（2年）、岡駿吾（3年）、宮沢拓巳（3年）、倉見徳人（3年）、竹内啓貴（2年）

## エピソード
- 試合後に行われた優勝インタビューでは、中京大中京・堂林翔太が、志願して再登板した9回表、2アウトから2点を返され、さらにピンチを招いたところで再びマウンドを降りたことについて、涙を流しながら「本当に最後は苦しくて…情けなくて、ホントすみませんでした」とナインに謝罪した[5]。それとは対照的に、日本文理の大井道夫監督は試合前に選手たちに「笑って新潟に帰ろう」と伝え、その伝言の通り、選手たちは笑顔で球場を後にした。エースの伊藤直輝は試合後、「僕らは幸せ者」「勝ったわけでもないのに勝った雰囲気で終われるなんてまれだと思う。あの9回がなければ、ただの新潟勢初の決勝進出で終わっていた」と語っていた[6][7]。
- 本大会開催期間中、新型インフルエンザが流行しており、日本文理の応援団の中にも感染者が出た。[8]
- この試合の実況を担当した朝日放送テレビ・小縣裕介は、9回表の日本文理の攻撃で伊藤直輝が2点差に迫る適時打を放った際、「つないだ、繋いだ！日本文理の夏はまだ終わらなーい‼︎」と実況し[6][9]、2014年7月31日にテレビ朝日系列で放送された「アメトーーク! 高校野球大大大好き芸人」で当試合が取り上げられた際、この実況も合わせて紹介されるなど話題となった[10]。
- 2017年、朝日新聞デジタルと朝日放送テレビが、全国高等学校野球選手権大会が第100回を迎えることを記念して投票企画「甲子園ベストゲーム47」を都道府県別に開催した。同企画は朝日新聞・朝日放送テレビによるサイト「バーチャル高校野球」の閲覧者に、同大会の過去の試合の中から「心に残る試合」を投票してもらうというものであったが、当試合は新潟県で投票数1位、愛知県で同じく2位を記録した。また、翌2018年には、各都道府県で1位に選ばれた43試合に第99回大会の2試合を加えた計45試合を投票対象とした「甲子園ベストゲームファイナル」も実施され、投票数2位となった[11]。

## 書籍
- 岡田浩人著『最終回は、終わらない - 日本文理高校 甲子園準優勝の真実』（ベースボール・マガジン社：2013年7月） ISBN 978-4-583-10591-8

## 参考資料
- 洋泉社MOOK　甲子園 激闘!「最終回」伝説　p32-37（2010年6月28日発行）ISBN 978-4-86248-578-6